# Swietenia macrophylla
Swietenia macrophylla, ook bekend als grootbladige mahonieboom of Amerikaanse mahonieboom, is een boom uit de familie Meliaceae. De boom komt natuurlijk voor in Mexico en Zuid-Amerika. Het hout van deze boom is gewild bij meubelmakers en de boom staat onder druk door legale en illegale houtkap. In 2001 verbood Brazilië de kap van Swietenia macrophylla en sindsdien is het meeste mahoniehout afkomstig uit Peru.